# Расчёт (формирование)

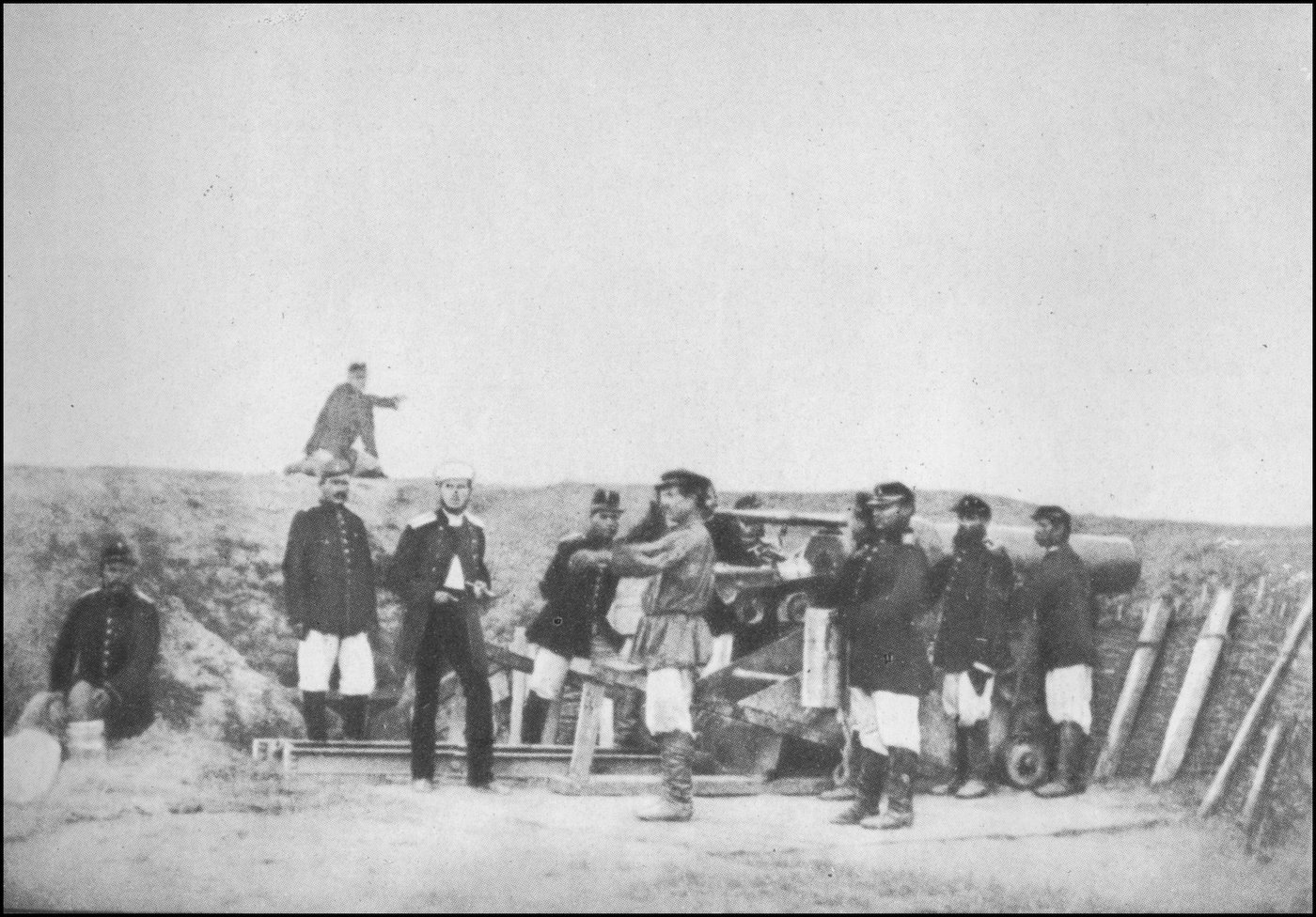
Русская осадная мортира с орудийной прислугою.
Русско-турецкая война (1877-1878)

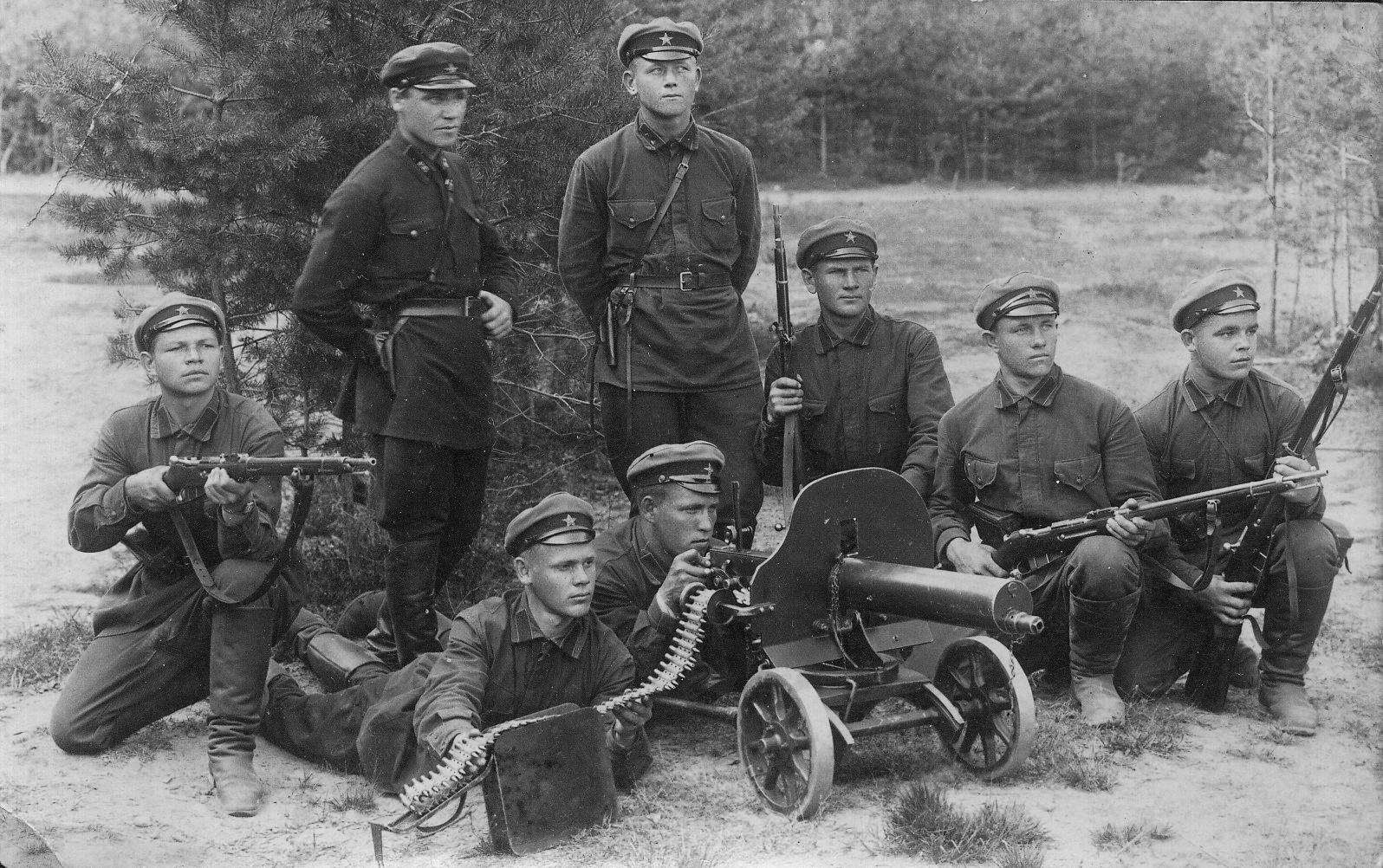
Пулемётный расчёт РККА с пулемётом Максима.
Конец 1920-х — начало 1930-х

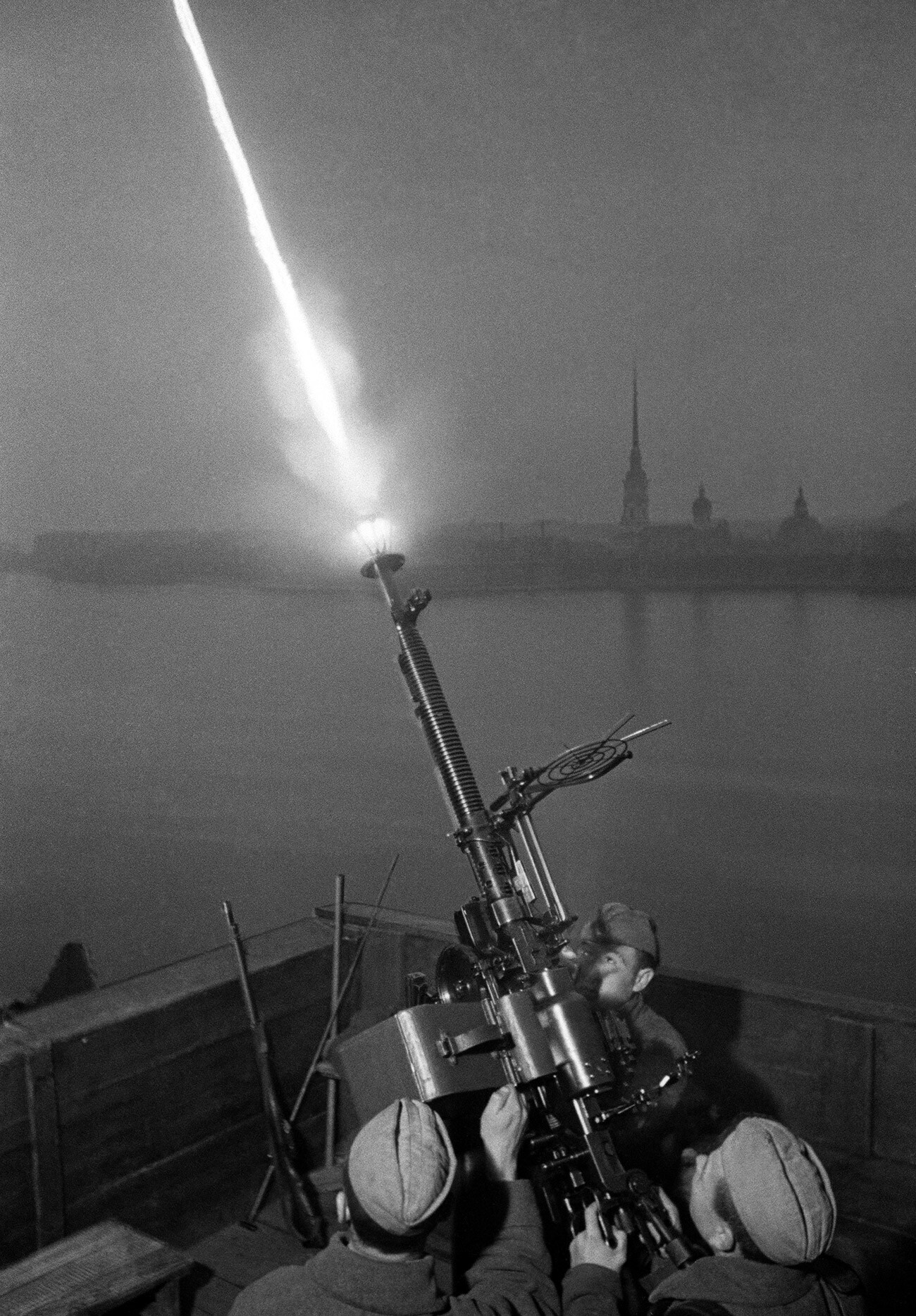
Пулемётный расчёт ведёт огонь по самолётам.
Ленинград, 9 октября 1942 года.

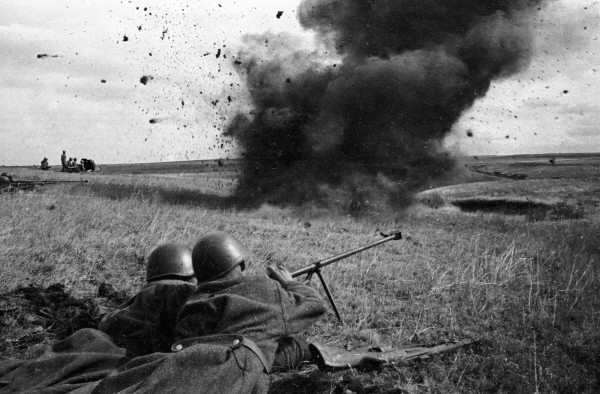
Расчёт ПТР, «Бронебойщики на Курской дуге».
Фото Н. Боде.
20 июля 1943 года

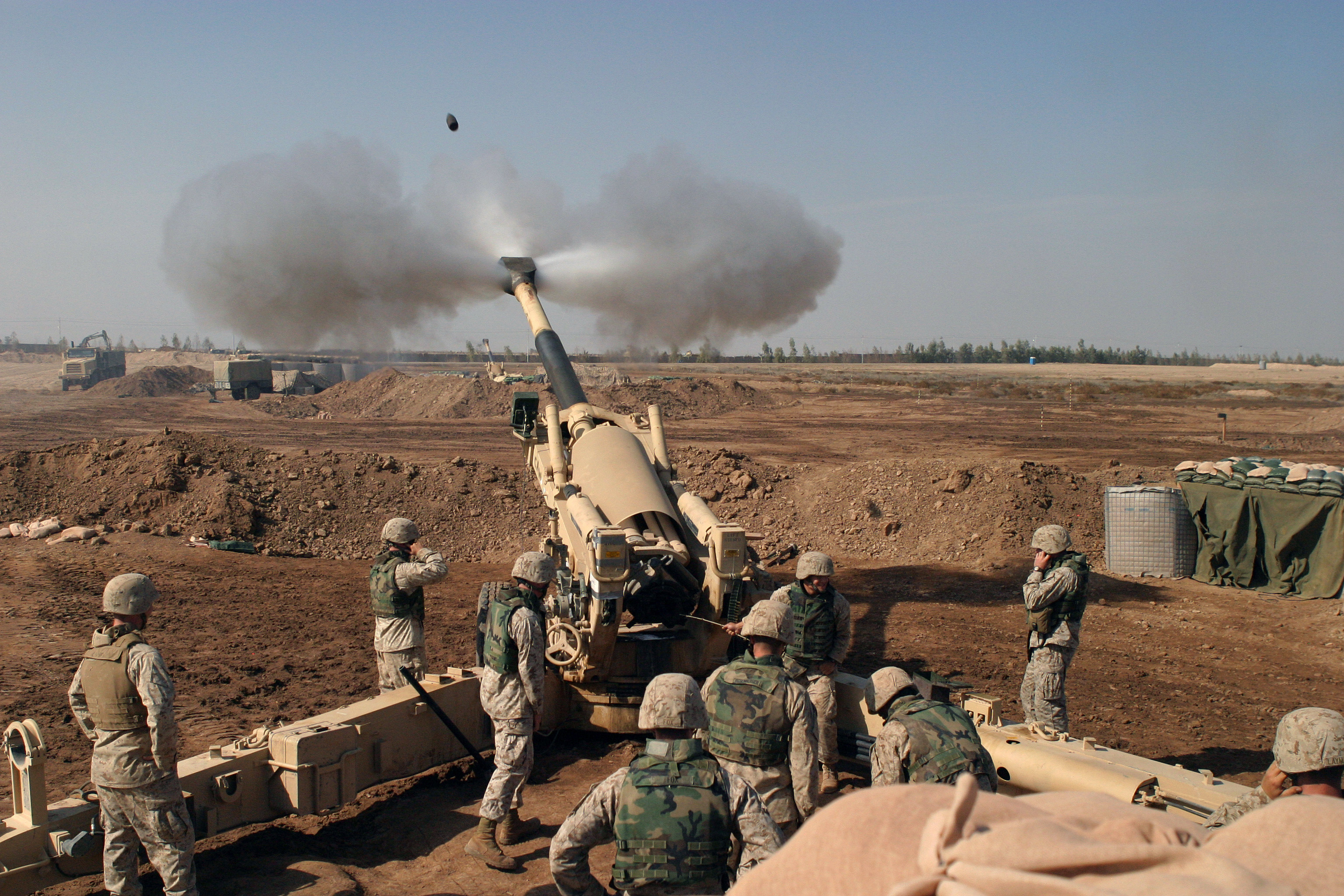
Орудийный расчёт 155-мм гаубицы М-198 морской пехоты ВС США.
Ирак, 11 ноября 2004 года

Расчёт — формирование (подразделение, группа военнослужащих), которое непосредственно применяет и  обслуживает орудие, пулемёт и другие виды и типы коллективного вооружения и военной техники. 
Расчёт является первичной (низшей) организационной единицей (подразделением) в артиллерии, войсках связи и в других родах войск видов вооружённых сил, отдельных родов войск и спецвойск. Расчёт в артиллерии и в войсках ПВО является основной структурной единицей взвода и по уровню формирования соответствует отделению в пехоте и экипажу в танковых войсках и ВВС.

## Состав и командование
Расчёт обычно возглавляет командир (офицер, прапорщик, сержант). Военнослужащие в составе расчёта именуются номерами, каждый из которых выполняет определённые функции.
К примеру, расчёт буксируемого артиллерийского орудия может включать в себя следующие номера (количество зависит от типа орудия):
- 1-й номер — наводчик орудия (заместитель командира орудия);
- 2-й номер — замковый;
- 3-й номер — заряжающий;
- 4-й номер — установщик;
- 5-й и 6-й номер — снарядные;
- 7-й номер — помощник заряжающего;
- 8-й номер — подносчик.

Полное наименование расчёта в артиллерии уточняется по типу вооружения (орудие, миномёт, боевая машина РСЗО, установка ПТУР и так далее) и именуется соответственно: орудийным расчётом, миномётным расчётом, расчётом боевой машины, расчётом установки ПТУР и так далее.
В армии и во флоте Российской империи вместо орудийный расчёт применялся термин орудийная прислуга.

## Уточнение по некоторым типам расчётов
Не все виды расчётов являются формированием (подразделением).

### Пулемётный расчёт
Группа военнослужащих, непосредственно обслуживающих пулемёт, называется пулемётным расчётом. В отличие от артиллерийского расчёта, который обслуживает только одно орудие, в формированиях пехоты и ПВО, оснащённых пулемётами, первичным подразделением является пулемётное отделение, которое может состоять как из одного, так и из нескольких пулемётных расчётов (по количеству пулемётов либо пулемётных установок). Также пулемётный расчёт из двух человек включался в состав стрелкового (пехотного) отделения. По этой причине к пулемётному расчёту не всегда применяется определение подразделения (формирования).
В Царской России в начале XX века начали создаваться пулемётные команды, представлявшие собой подразделение уровня роты, вооружённой пулемётами и состоявшей из пулемётных взводов. В состав каждого пулемётного взвода входило 2 пулемётных расчёта, каждый из которых обслуживал один станковый пулемёт. В данном случае пулемётный расчёт являлся подразделением уровня отделение, состоявшим из 6—7 военнослужащих. После Гражданской войны все пулемётные команды были переформированы в пулемётные роты, которые также состояли из пулемётных взводов, а те, в свою очередь, — из пулемётных расчётов.
Согласно пособию РККА «Руководство для бойца пехоты», выпущенному в 1940 году, пулемётный расчёт станкового пулемёта системы Максима (являвшийся пулемётным отделением) состоял из следующих должностных лиц, выполнявших соответствующие функции:
- начальник пулемёта — управляет огнём пулемётного расчёта;
- наводчик — является заместителем начальника пулемёта, ведёт огонь из пулемёта и выполняет всю работу, связанную с использованием пулемёта в бою;
- помощник наводчика — помогает наводчику в сборке пулемёта к стрельбе, в заряжании пулемёта, облегчает подачу ленты при стрельбе и отвечает за то, чтобы при пулемёте было достаточное количество патронов и все, что необходимо для ведения огня;
- наблюдатель-дальномерщик — определяет расстояние (до целей и ориентиров), наблюдает за полем боя, за подразделениями своих войск и за результатами огня своего пулемёта;
- подносчики патронов — по указанию начальника пулемёта или наводчика подносят патроны в лентах, воду для охлаждения ствола, смазку и все необходимое для боевой работы пулемёта.
- ездовой — ведает конной повозкой для транспортировки пулемёта и боеприпасов, организует снаряжение лент патронами и подноску их к пулемёту.

### Расчёты в стрелковых (пехотных) подразделениях
Расчёты, обслуживающие некоторые виды вооружения и входящие в состав отделения, не являются формированиями (подразделениями). Такие расчёты обычно состоят из двух военнослужащих. К таковым, к примеру, относятся:
- расчёт ручного противотанкового гранатомёта;
- расчёт станкового противотанкового гранатомёта;
- расчёт противотанкового ружья;
- расчёт автоматического гранатомёта;
- расчёт крупнокалиберного пулемёта;
- расчёт ПТРК;
- расчёт ПЗРК.

Так, к примеру, пулемётно-гранатомётный взвод мотострелковой роты в Советской армии в 1980-е годы состоял из пулемётного отделения из трёх пулемётных расчётов (три единицы ПКМ) и гранатомётного отделения из трёх гранатомётных расчётов (три РПГ-7). Каждый расчёт состоял из двух военнослужащих: пулемётчик и помощник пулемётчика; гранатомётчик и помощник гранатомётчика.
Противотанковый взвод в составе мотострелкового батальона в тот же период состоял из отделения станковых противотанковых гранатомётов из двух расчётов (два СПГ-9 и три человека в каждом расчёте) и отделения ручных противотанковых гранатомётов (два РПГ-7).
В составе пулемётно-гранатомётных взводов 40-й Армии в годы Афганской войны было пулемётное отделение из трёх пулемётных расчётов (два ПКМ и один НСВ-12,7 «Утёс») и гранатомётное отделение из двух гранатомётных расчётов (два АГС-17 «Пламя»).

## Иное применение термина «расчёт»
К развёрнутому строю военнослужащих либо военной техники, отобранных для прохождения в военных парадах в составе сводной ротной или батальонной колонны, применяется термин парадный расчёт.
К пешим парадным расчётам также часто употребляется синоним парадная коробка.